# يوهانس هوفمان
يوهانس هوفمان (بالألمانية: Johannes Hoffmann)‏ هو سياسي ألماني، ولد في 3 يوليو 1867 في ألمانيا، وتوفي في 15 ديسمبر 1930 في نفس البلد. حزبياً، نشط في الحزب الديمقراطي الاجتماعي الألماني. شغل منصب رئيس وزراء بافاريا في الفترة من 1919 إلى 1920

## مناصب
- انتخب عضو في غرفة مندوبي بافاريا ‏.
- انتخب عضو مجلس النواب الألماني للإمبراطورية الألمانية.
- انتخب عضو مجلس النواب الألماني للجمهورية فايمار.
- انتخب وزير التعليم.
- انتخب رئيس وزراء بافاريا.